# 涂光炽
涂光炽（1920年2月14日—2007年7月31日），中国矿床学及地球化学家。

## 生平
1920年生于北京，籍贯湖北黄陂，从小跟随父亲在汉口第四小学和武昌实验小学念书。1937年，从天津南开中学毕业，并受到共产主义思潮的影响。1938年8月，前往位于延安的抗日军政大学五期四大队学习。1940年，考入国立西南联合大学地质地理气象学系学习，并于1944年毕业。1946年1月，前往美国留学，进入美国明尼苏达大学继续学习地质学并于1949年获得博士学位。毕业后在宾夕法尼亚州立大学担任助理研究员并于同年8月在纽约加入中国共产党。1950年9月，从美国返回中国，担任清华大学副教授，并首先在中国开设地球化学课程。1951年至1954年，被派往苏联留学，于莫斯科大学进修。1955年，获得副博士学位并回到北京，在北京地质学院从事教学工作，担任副教授。1956年，在中国科学院地质研究所任副研究员、研究员。同期兼任北京地质学院、北京大学、中国科技大学教授。1956年，参与了制定中国第一个科学技术长远规划的工作。1960年，担任中国科学院地质研究所副所长。1979年9月至1985年12月，担任中国科学院地球化学研究所研究员所长。1980年，当选为中国科学院学部委员（院士）。1987年，当选为俄罗斯科学院院士和美国地质学会终身荣誉会员，所参与项目“中国层控矿床地球化学”获得国家自然科学一等奖（排名第一）。1992年出任中国科学院地学部主任。1993年，当选第三世界科学院院士。1995年，获得何梁何利基金科学与技术进步奖（地球科学）。2007年7月31日，在北京协和医院逝世，享年88岁 。
涂光炽于20世纪50年代参与和领导祁连山综合地质考察。20世纪60年代提出了铀矿地质改造成矿理论，并推广到其他一些矿床。20世纪70到80年代参与和领导地球化学所华南花岗岩类地球化学研究，提出成岩成矿多成因观点从事层控矿床、铁矿及金矿研究，提出中国层控矿床形成机制、发育特征，富碱侵入岩带特征及金矿类型、找矿方向与北疆矿床分布规律等。20世纪90年代以后从事超大型矿床及低温地球化学研究，提出中国超大型矿床时空分布特点和分散元素地球化学若干规律、西南大面积低温热液成矿域等见解 。2003年立足于地球科学的宏观性和区域性，涂光炽提出了“比较矿床学”。